# Гуска
Гуска (Anser) — рід птахів з родини качиних. Рід складається приблизно з десятка видів.

## Гуси і люди
Два види гусей мають велике комерційне значення, оскільки їх одомашнили як свійську птицю. В Європі одомашнені гуси пішли від гуски сірої, а в Азії одомашнені гуси пішли від гуски китайської.
Більшість видів гусей є мисливськими птахами. Через надмірне полювання та нестримне знищення середовища існування Гуска білолоба занесена до Червоного списку МСОП як вразлива на всьому ареалі.

## Систематика
| Українська назва        | Латинська назва      | Автор таксона     | Статус МСОП                         | Зображення |
| ----------------------- | -------------------- | ----------------- | ----------------------------------- | ---------- |
| Гуска китайська         | Anser cygnoides      | Linnaeus, 1758    | Уразливий вид                       |            |
| Гуменник великий        | Anser fabalis        | Latham, 1787      | Вид поза небезпекою                 |            |
| Гуменник тундровий      | Anser serrirostris   | Gould, 1852       | Вид з невизначеним статусом         |            |
| Гуменник короткодзьобий | Anser brachyrhynchus | Baillon, 1834     | Вид поза небезпекою                 |            |
| Гуска білолоба          | Anser albifrons      | Scopoli, 1769     | Вид поза небезпекою                 |            |
| Гуска мала              | Anser erythropus     | Linnaeus, 1758    | Уразливий вид                       |            |
| Гуска сіра              | Anser anser          | Linnaeus, 1758    | Вид поза небезпекою                 |            |
| Гуска гірська           | Anser indicus        | Latham, 1790      | Вид поза небезпекою                 |            |
| Гуска біла              | Anser caerulescens   | Linnaeus, 1758    | Вид поза небезпекою                 |            |
| Гуска Росса             | Anser rossii         | Cassin, 1861      | Вид поза небезпекою                 |            |
| Білошиєць               | Anser canagicus      | Sevastianov, 1802 | Вид, близький до загрозливого стану |            |

Рід включає також викопні види:
- †Anser atavus (Міоцен, Баварія, Німеччина)
- †Anser arenosus (Міоцен, США)
- †Anser arizonae (Міоцен, США)
- †Anser cygniformis (Міоцен, Німеччина)
- †Anser oeningensis (Міоцен, Швейцарія)
- †Anser thraceiensis (Міоцен/Пліоцен, Трояново, Болгарія)
- †Anser pratensis (Пліоцен Brown County, США)
- †Anser pressus (Пліоцен Hagerman, США)
- †Anser thompsoni (Пліоцен, Небраска, США)
- †Anser azerbaidzhanicus (Плейстоцен, Азербайджан)